# Personnages typiques du Carnaval de Paris

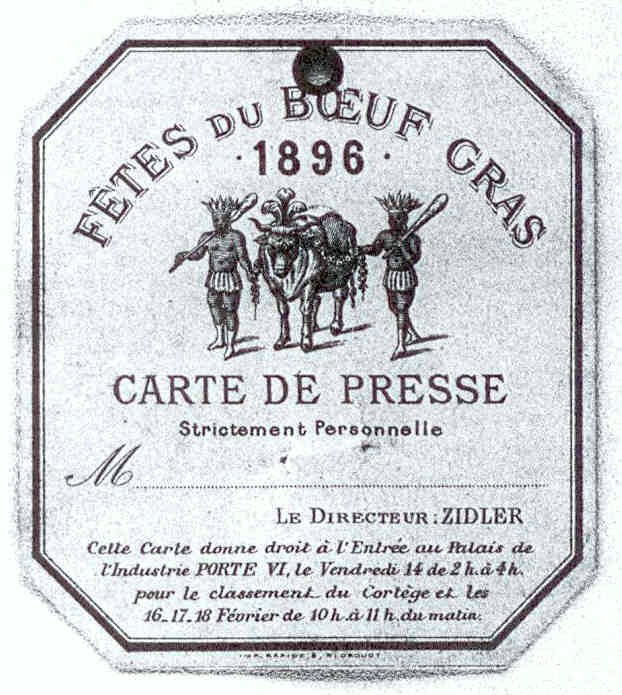
Carte de presse pour la Promenade du Bœuf Gras 1896, avec les deux sacrificateurs traditionnels costumés en sauvages.

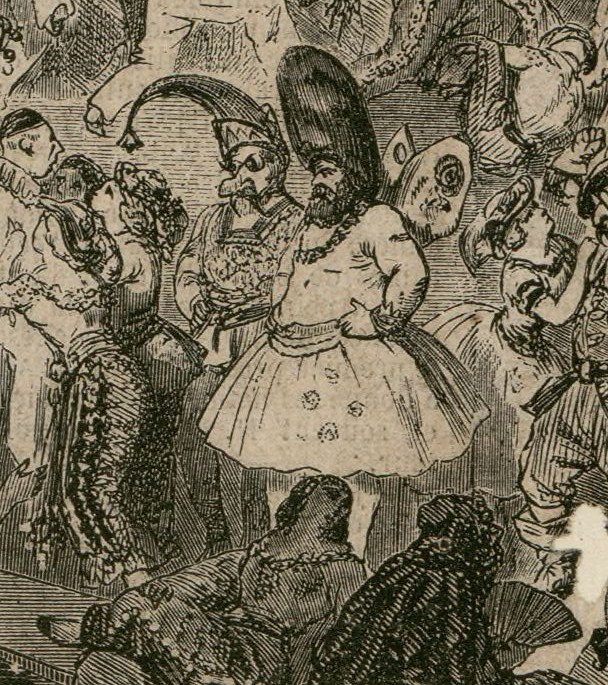
Homme en robe au bal de l'Opéra au Carnaval de Paris en 1856.

Le Carnaval de Paris est caractérisé entre autres par des personnages typiques identifiés par leur costume particulier et variant au cours des siècles.

## XVIIesiècle

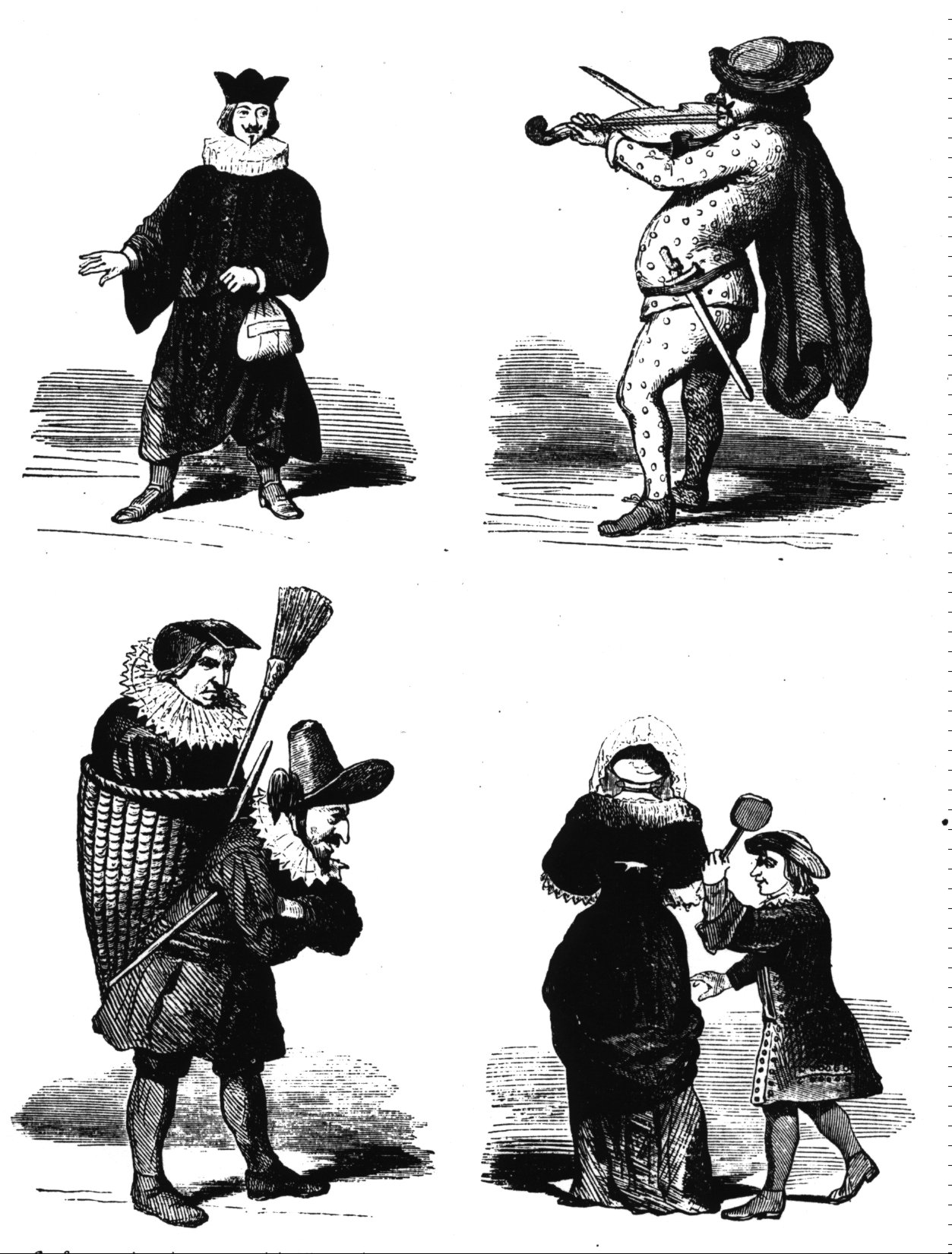
Personnages du Carnaval de Paris au XVIIe siècle avec en bas à gauche : le paralytique.

La liste des personnages en vogue au XVIIe siècle est ainsi donnée par le poète Jean Loret dans La Muze historique en 1655 :
- L'Albanois
- L'Amazone
- Le Baudet
- La Bergére
- Le Chinois
- Le Clerc
- Le Farfadet
- les Gens à cheval, dos-à-dos
- La Gorgone
- La Harangére
- Le Jean-doucet
- Le Margajat
- La païzane
- La Sainte-ny-touche
- Scarabambombillardos
- Scaramouche
- Le Sergens
- La Vieille

On trouve dans cette liste 5 métiers (bergère, clerc, harangère, paysanne, sergent), 3 êtres mythologiques (amazone, farfadet, Gorgone) , 3 types nationaux (Albanais, Chinois, Margajat), 2 figures de théâtre (Scaramouche, Jean-doucet), 2 caractères (la sainte-nitouche, la vieille), un animal (le baudet) et un personnage dont la nature reste à préciser : Scarabambombillardos.
À celle-ci s'ajoute le paralytique – formé d'un personnage portant ou porté par un deuxième qui est en fait un mannequin, – grand classique parisien jusqu'au XIXe siècle. Il figure notamment sur une gouache du XVIIe siècle, dans un tableau en 1757 et dans la liste de 39 personnages typiques du XIXe siècle publiée vers 1830 et décrite plus bas.

## XVIIIesiècle
Outre les personnages ci-dessus toujours en vogue, apparaît le chie-en-lit. Il s'agit d'un individu vêtu d'une chemise de nuit au postérieur barbouillé de moutarde. Ce personnage était fameux au point d'être devenu synonyme de personnage costumé au Carnaval : « Le Carnaval et ses chienlits ».
Dans le cortège du Bœuf Gras, certains personnages apparaissent et reviennent régulièrement chaque année durant une période assez longue. Ainsi, deux sacrificateurs habillés de peaux de bêtes et armés de massues conduisent le bœuf. Le Temps avec sa faux suit, conduisant un char et rappelant qu'il faut s'amuser et profiter de la vie sans plus attendre. Les Dieux de l'Olympe vont aussi apparaître régulièrement dans la suite du bœuf. Au nombre de ceux-ci, un  petit enfant costumé en amour et héritier de l'enfant costumé qui apparaît dans la première description connue du Bœuf Gras en 1739 : « Le jeune Roy de la Fête, qui étoit monté sur le Bœuf gras, avoit un grand Ruban bleu, passé en Echarpe, et tenoit d'une main un Sceptre doré & de l'autre son épée nuë. »
Le Bœuf Gras est également décoré et couronné de fleurs, par exemple, formant par lui-même une sorte de personnage typique animal du Carnaval de Paris.

## XIXesiècle

### Liste de 39 personnages typiques

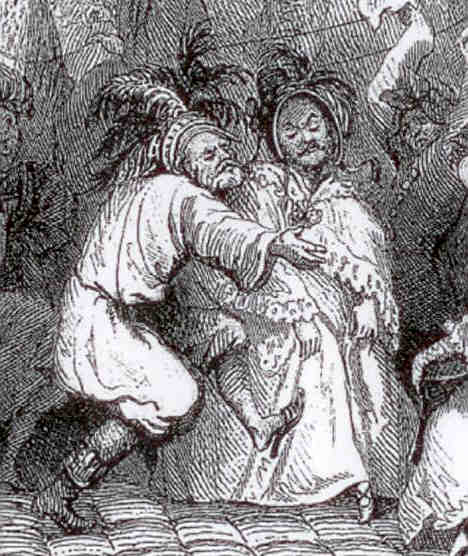
Un grand classique de tous les Carnavals : le travesti.

Dans cette liste publiée vers 1830 se trouve la célèbre girafe offerte à Charles X par Méhémet Ali et arrivée le 30 juin 1827 dans la capitale. Elle est restée durant trois ans une des plus fameuses attractions de la ville. Cette figure animale du Carnaval parisien participe de la mode qui vit créer à l'époque quantité d'illustrations et objets au décor dit « à la girafe ». On trouve aussi ici les figures très populaires de Robert Macaire et son associé Bertrand, lancées par la pièce L'Auberge des Adrets lors de sa reprise en 1832. Cependant cette liste en images n'est pas exhaustive. Par exemple n'y figurent pas le débardeur, l'homme travesti en femme, ou le paillasse « costume très éminemment à la mode du jour ».
Au nombre  de ces personnages :
- 12 sont associés par deux : Don Quichotte et Sancho Pança, la girafe et son cornac, Robert Macaire  et Bertrand, les deux Martins (le montreur d'ours et son ours), les  deux Mayeux, le timbalier  chinois (deux personnages associés). Le couple cornac-girafe comprend  trois personnes effectivement présentes, la girafe est animée par deux  personnes dissimulées sous son déguisement.
- 5 sont musicaux : le gracioso, qui brandit un tambour de basque, le timbalier chinois  (deux personnages associés, dont l'un porte, sur son dos, une timbale sur  laquelle l'autre frappe avec deux baguettes), l'harmonica chinois (qui joue  d'une sorte de cymbalum), un des deux Mayeux (qui souffle dans un cornet à  bouquin).
- 2 sont montées sur un âne : le personnage avec une canne à pêche et Sancho Pança.
- 2 chevauchent  des montures imaginaires : le Père Sournois (un dindon gigantesque)[12], le Postillon de Mme Ablou (un cheval sans jambes, monté sur une roue de voiture)[13] ;
- Seul est armé  un des deux Mayeux, qui brandit deux sabres.

#### Les animaux
- La girafe (associée avec son cornac).
- L'ours (associé avec le montreur d'ours).

#### Les figures littéraires ou/et théâtrales
- Don Quichotte et Sancho Pança
- Jeannot classique
- Père Sournois[12]
- Pierrot romantique
- Polichinel romantique
- le Postillon de madame Ablou[13]
- Robert Macaire et Bertrand

#### Les personnages pittoresques

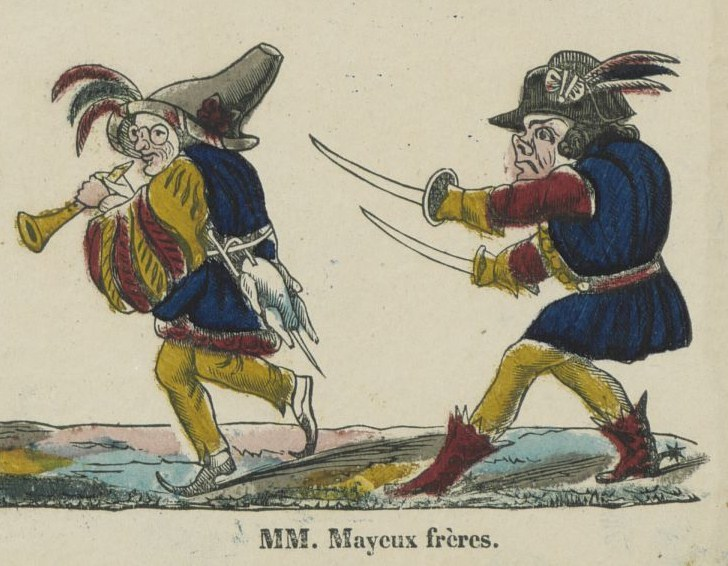
Détail d'une image d'Épinal figurant les deux Mayeux en 1841.

- Monsieur Clistorel, apothicaire avec  perruque poudrée et portant un énorme clystère[15] ;
- Le gracioso ;
- Le paralytique : grand classique parisien formé d'un personnage portant ou porté par un  deuxième qui est en fait un mannequin. La  Pyramide s'en est inspirée (formée de deux Chinois dont l'un est un mannequin) ;
- Un personnage  avec une canne à pêche et au bout une friandise ou un jouet pour les enfants, juché sur un âne.
- Les deux Mayeux : deux personnages toujours associés, avec de très grands chapeaux, dont un bicorne. Un des deux souffle dans un cornet à bouquin et porte un poulet prêt à cuire à la ceinture, l'autre est masqué, bossu et brandit deux sabres[16].

#### Les types régionaux ou nationaux
- Chine : 
  - La Chinoise ;
  - l'harmonica chinois ;
  - le timbalier chinois : deux personnages associés, dont l'un porte, sur  son dos, une timbale, sur  lequel l'autre frappe avec deux baguettes) ;
  - la pyramide : Cette dernière est conçue sur le même modèle que le paralytique et associe une personne costumée avec un mannequin censé la porter.
- Confédération suisse : la Bernoise, la Genevoise
- États allemands : la Bavaroise
- France : l'Arlésienne
- Italie : l'Italienne, le Lazaroni, la Sicilienne

#### Les figures historiques
- Le chapelon
- Le général anglais
- La marquise
- Le Vénitien

#### Les métiers
- Le chapelain anglais
- Le cornac
- Le montreur d'ours
- Le pêcheur
- La servante
- La vivandière

### Autres personnages

#### L'Amour, le Temps, Dieux, Déesses et Sacrificateurs

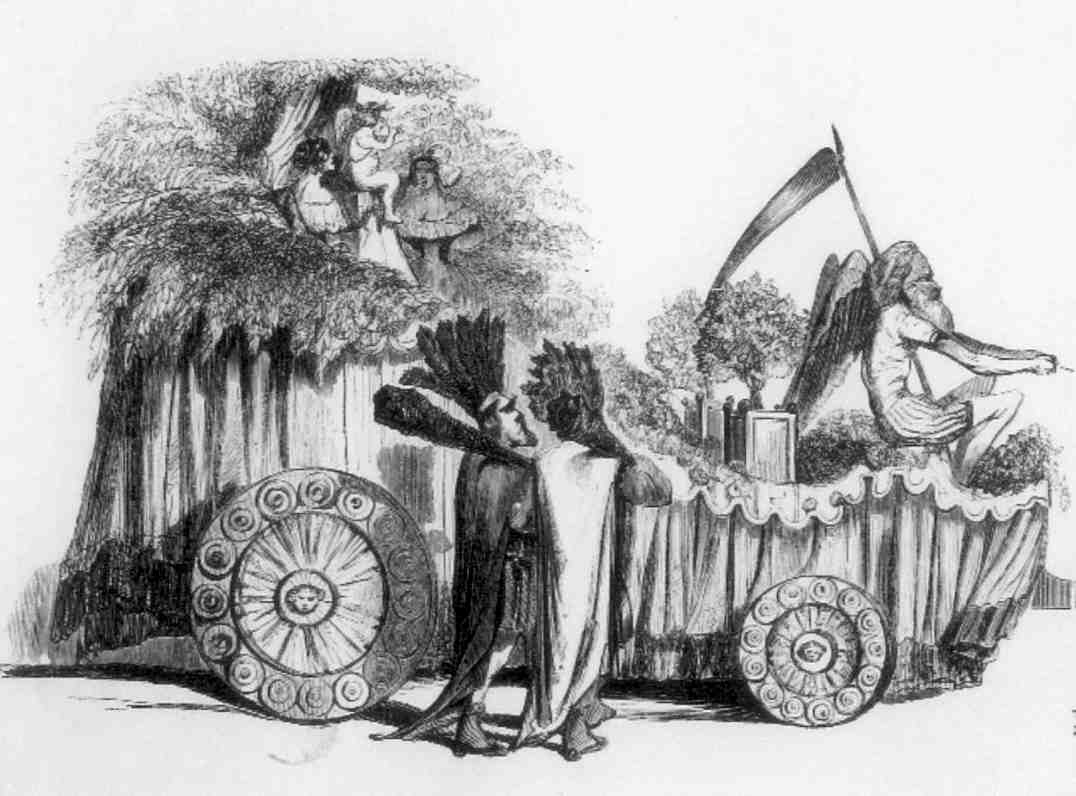
Détail d'une gravure de Porret datant de 1830. On distingue l'Amour, le Temps et les deux Sacrificateurs.

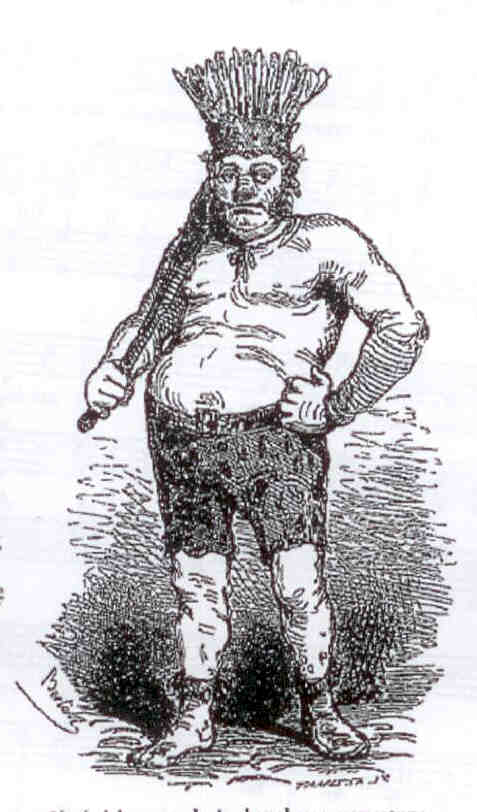
Un Sacrificateur, par Bertall, vers 1845.

La Promenade du Bœuf Gras au Carnaval de Paris compte des personnages revenant un certain nombre d'années de suite : un petit garçon déguisé en Amour, les dieux et déesses de l'Olympe, dans un char conduit par le Temps avec sa barbe blanche et sa faux, cocher choisi pour rappeler le vieil adage Carpe diem.
Le Bœuf Gras est conduit par deux Sacrificateurs, la tête ornée de plumes et armés de massues. Ceux-ci, en carton, sont encore présents sur un char au cortège de la Mi-Carême 1914, auprès d'un Bœuf Gras également en carton.

#### Le débardeur et la débardeuse

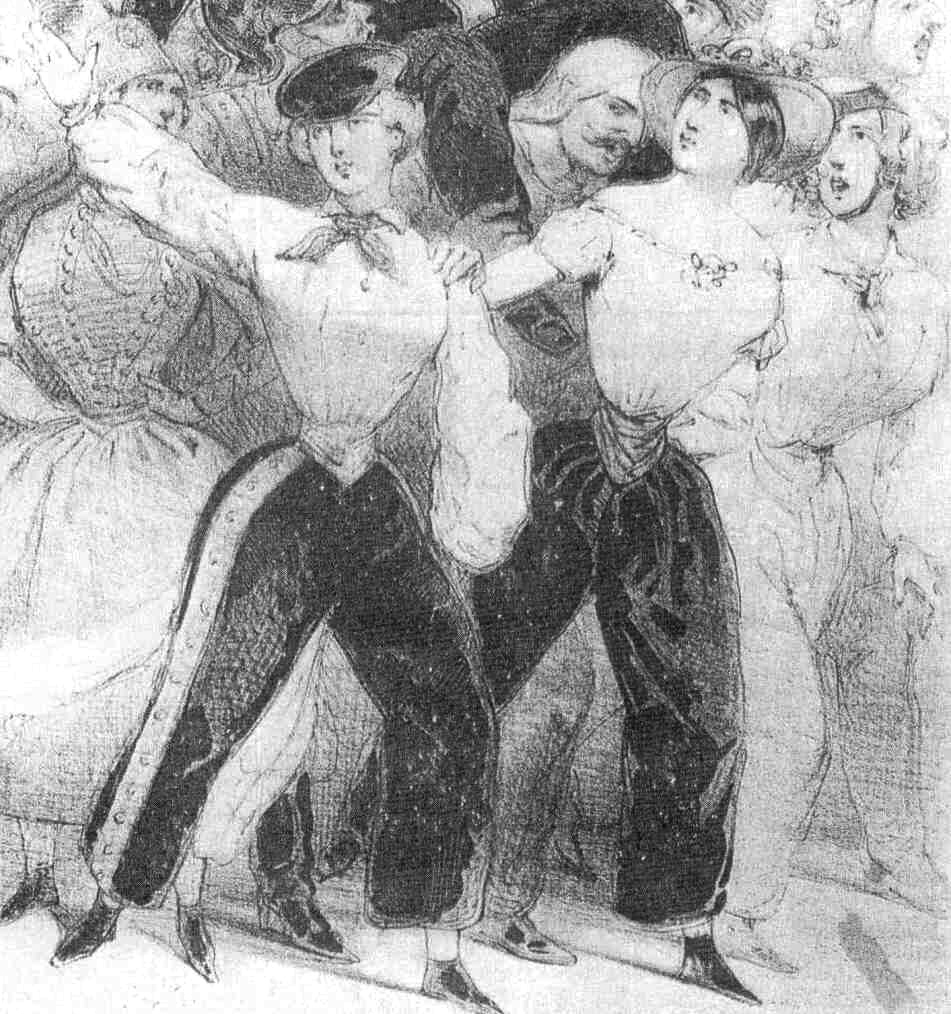
Détail d'une gravure de Vernier : trois débardeuses sont en tête du cortège triomphal de Musard au Bal de l'Opéra en 1846.

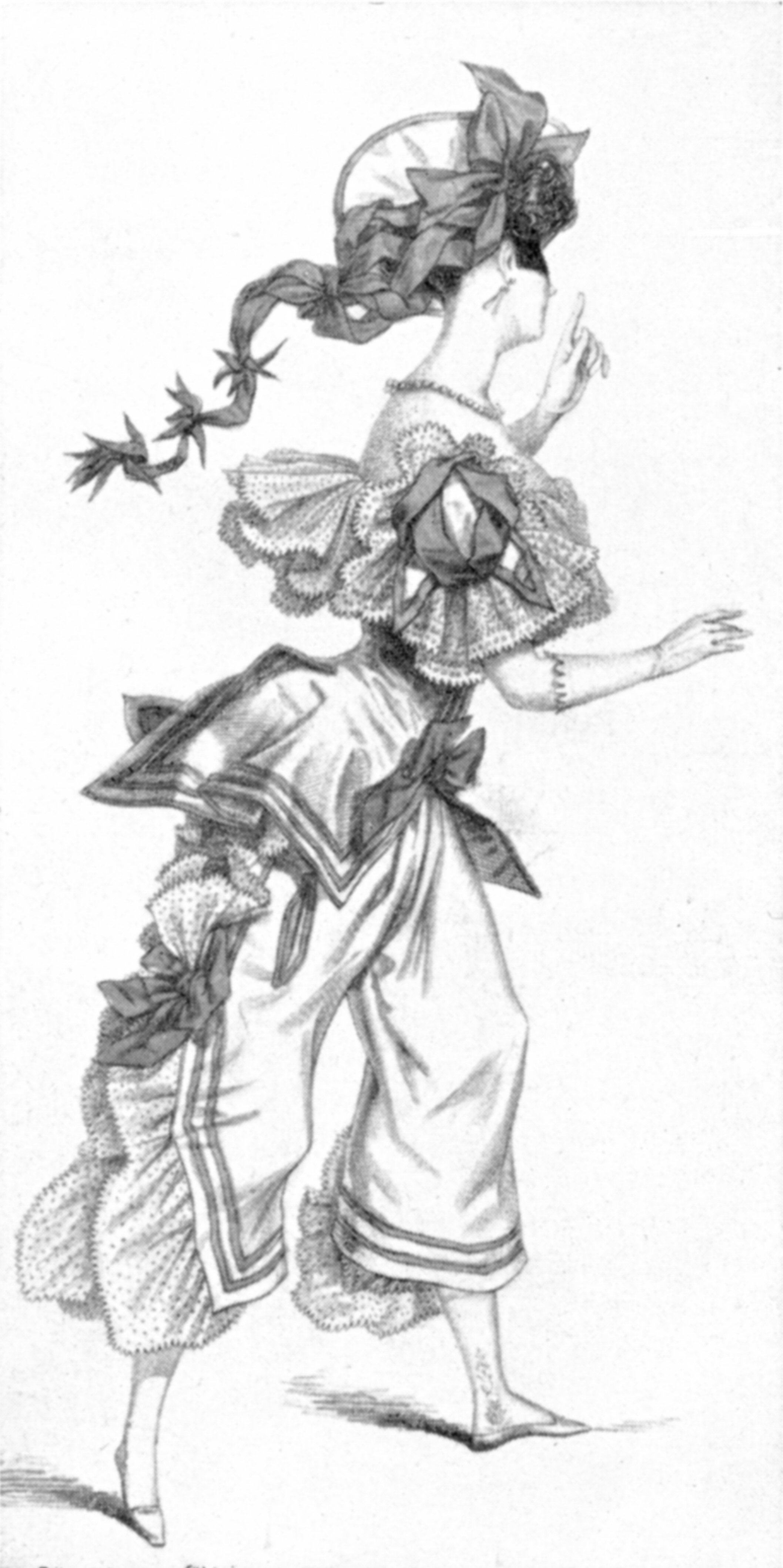
Débardeuse en 1831 dessinée par Paul Gavarni.

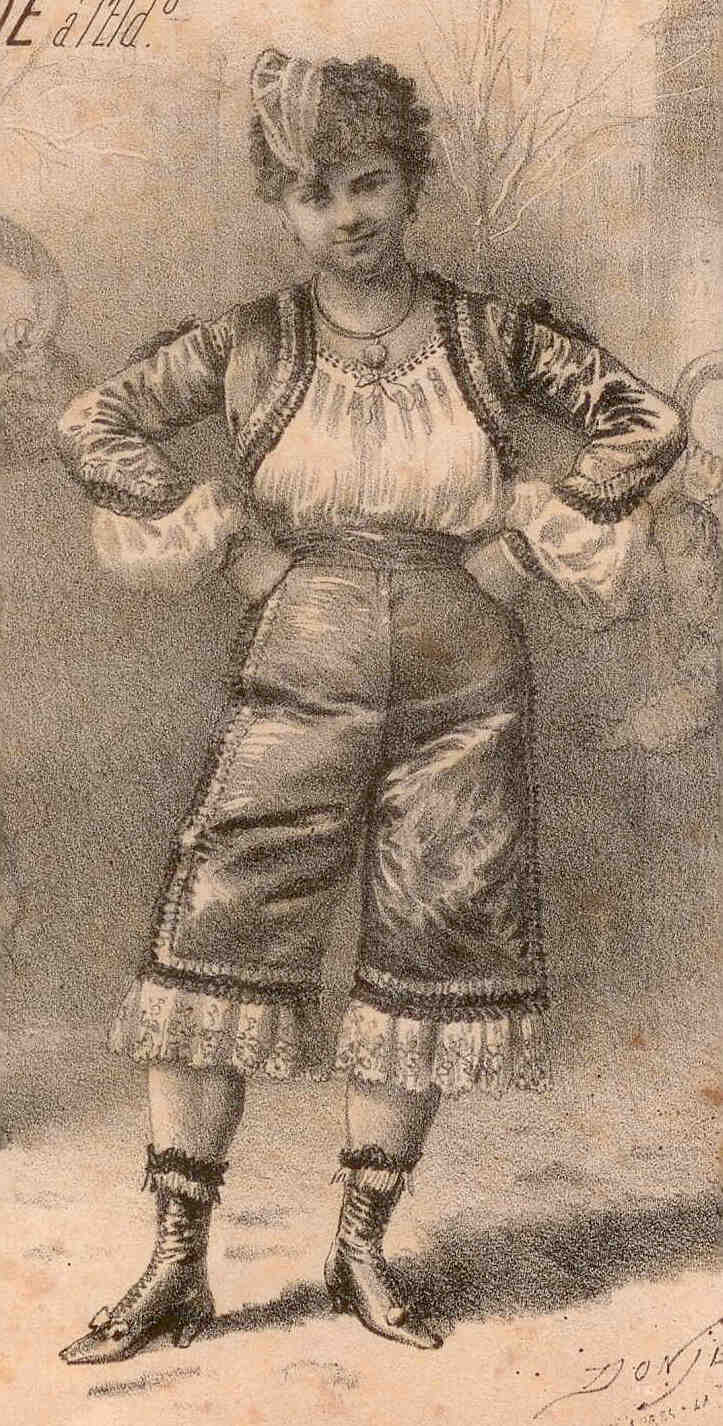
Débardeuse.

Jusqu'au XIXe siècle inclus, en dehors de la période du Carnaval une femme à Paris n'a pas le droit de s'habiller en homme. Pour pouvoir porter un pantalon en dehors de cette période elle doit bénéficier d'une autorisation d'un commissaire de police, délivrée sur la foi d'une ordonnance médicale attestant qu'elle en a besoin pour raisons médicales.
Durant très longtemps les  formes féminines sont très largement dissimulées par les vêtements. Ainsi les fesses, cuisses, jambes et mollets sont en temps normal  complètement cachés par la robe et trois épaisseurs de jupons. Seule la  cheville apparaît parfois au regard et est considérée comme érotique.
Un  débardeur ou une débardeuse est une femme ou jeune fille vêtue d'un  débardeur ou pantalon, de préférence particulièrement moulant. Ce  personnage est ressenti comme très érotique.
Une
« aquarelle d'Eugène Lami »(Archive.org • Wikiwix • Archive.is • Google • Que faire ?) montre une scène de Carnaval et confronte à gauche une femme et sa fille en tenue courante avec à droite une débardeuse montée à l'arrière  d'une calèche. Une autre débardeuse est à cheval, de trois quarts dos et porte des vêtements masculins extrêmement moulants. Cette peinture  permet de mesurer la distance astronomique séparant le vêtement féminin ordinaire de la tenue de débardeur.
Le débardeur c'est aussi une attitude et un comportement de la femme ou jeune fille ainsi costumée. Qu'ils soient réels ou attribués, on peut voir à ce propos les caricatures de Cham.
Le dessinateur Paul Gavarni s'est fait une spécialité de la  représentation des débardeurs. On peut en voir un sculpté en bas-relief sur le socle du monument élevé à sa mémoire place Saint-Georges à Paris.
Les débardeuses n'étaient pas que parisiennes et propres au seul XIXe siècle. Julien Gracq en parle dans La  forme d'une ville, où on les  voit apparaître dans le cadre du Carnaval de  Nantes en 1923 : « Ces silhouettes insolentes, puissamment vulgaires, de débardeuses du plaisir, qui pour un jour envahissaient les rues et se substituaient presque entièrement au peuple  gris et noir des femmes encore long-vêtues des premières années vingt, sont restées pour moi le premier appel sexuel vraiment troublant, un appel  auquel je ne savais donner encore aucun nom. »
Extrait d'une description du bal masqué de l'Opéra, par Théophile Gautier : 
« Un torrent de pierrots et de débardeuses tournent autour d'un ilôt de masques stagnant au milieu de la salle, ébranlant le plancher comme une charge de cavalerie. Gare à ceux qui tombent. ... Comme nous rentrions chez nous, nous vîmes descendre d'un estaminet une bande de quarante pierrots tous costumés de même, qui se rendaient au bal de l'Opéra, précédés d'une bannière où étaient écrits ces mots : Que la vie est amère! »
Il ne faut pas confondre ce débardeur avec un autre débardeur, célèbre maillot sans manches, plus tard baptisé familièrement en France « marcel », dont l'invention est attribuée aux Forts des Halles de Paris au milieu du XIXe siècle.

#### Le Pierrot
Le Pierrot apparaît comme un personnage typique du Carnaval de Paris. Peut-être à la suite de la nouvelle vogue de ce personnage de la Commedia dell'arte après 1830 sur les théâtres de pantomimes parisiens, grâce aux talents de Jean-Gaspard et Charles Deburau, et de Paul Legrand.

«  »

En 1896, à la Promenade de la Vache enragée sortie à Montmartre le jour de la Mi-Carême, le célèbre artiste montmartrois Willette costumé en Pierrot noir conduit une troupe de Pierrots et Colombines.
Dans le cortège de la Mi-Carême 1909, le char de l'Aéro-Gîte défile précédé d'une troupe de Pierrots.
À la Mi-Carême 1910, le char de Sa Majesté Carnaval venant visiter les Parisiens en aéroplane est précédé par un ensemble de bigophones costumé en Pierrot.
À la Mi-Carême en 1926 et 1927, l'ensemble bigophonique belge de 126 musiciens du Soutien de Saint-Gilles défile costumé en Pierrots. On peut voir sur Internet 1 minute 46 d'actualités cinématographiques de la British Pathé à propos de la Mi-Carême parisienne 1926, avec notamment un plan d'ensemble de la troupe du Soutien de Saint-Gilles défilant dans le cortège de la fête.

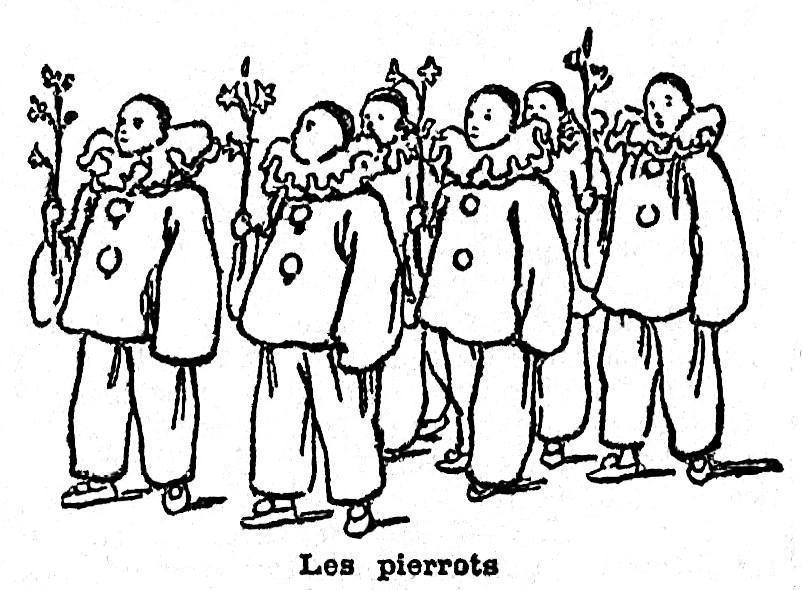
Une partie de la troupe de Pierrots et Colombines de Willette en 1896[24].
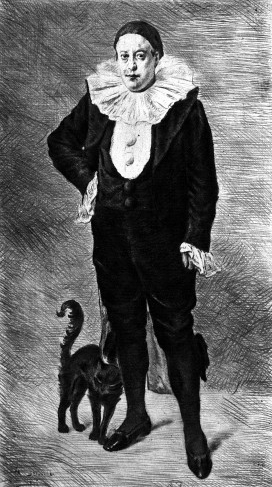
Willette costumé en Pierrot noir, 1896.
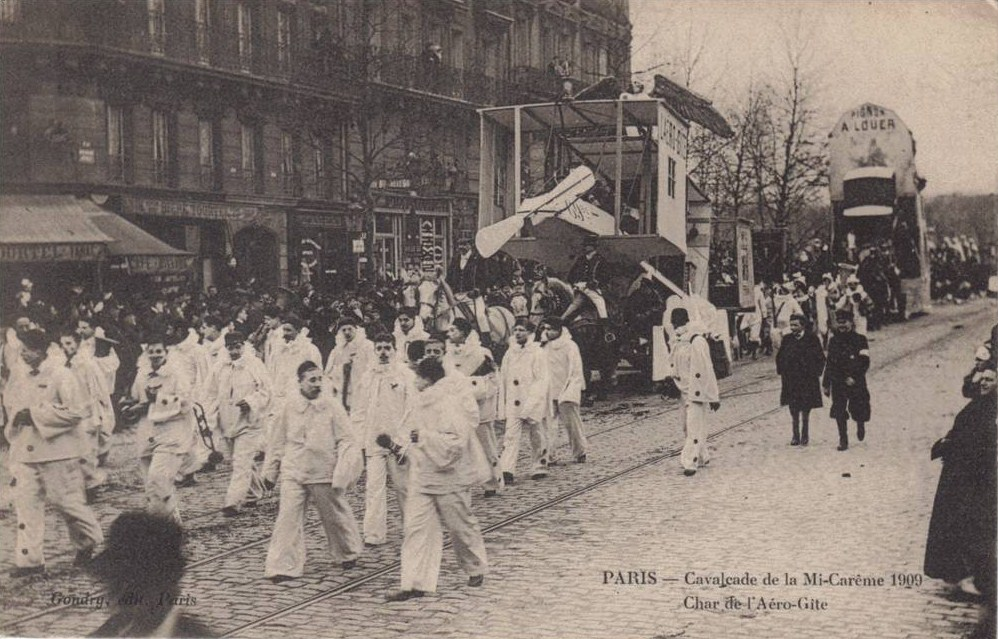
Pierrots précédant le char de l'Aéro-Gîte, mi-Carême 1909.
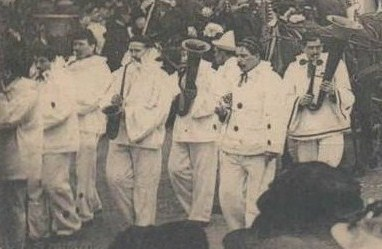
Bigophonistes à la Mi-Carême 1910.
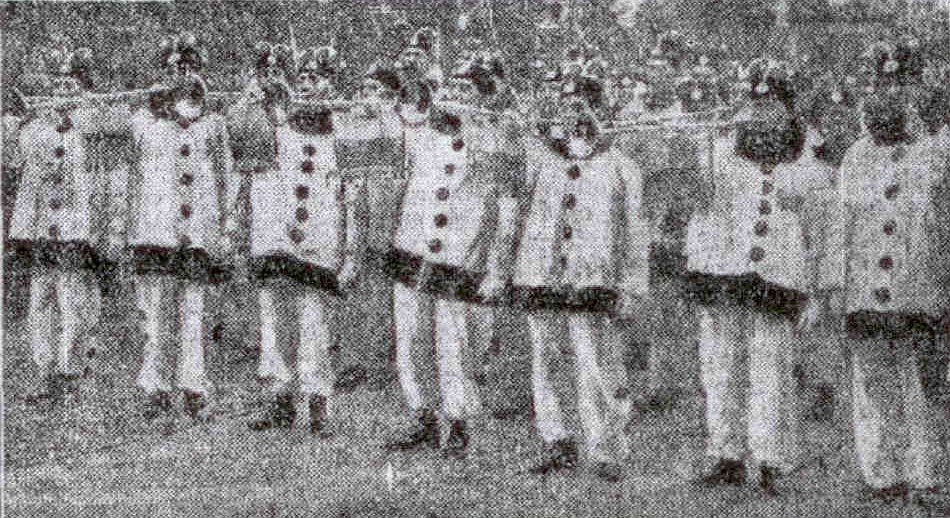
Le Soutien de Saint-Gilles, 1926[26].
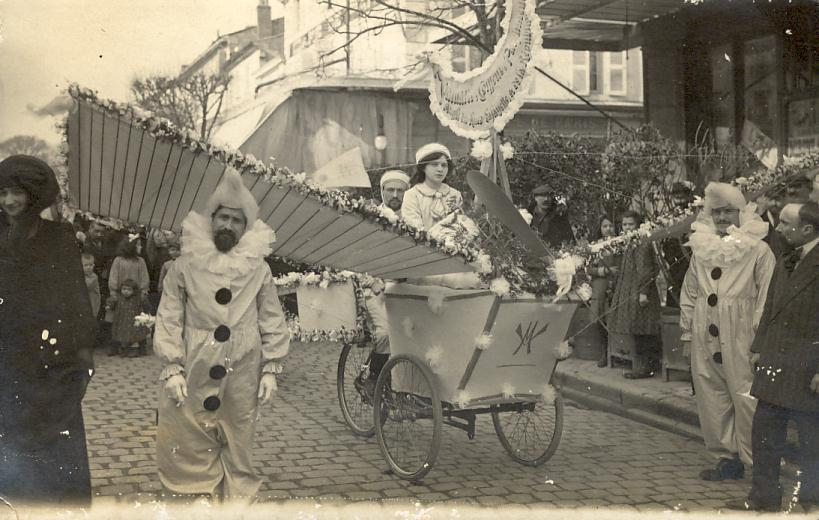
Char réclame avec Pierrots, Mi-Carême, années 1920.

#### Les vieux époux
Ce couple est décrit par Benjamin Gastineau :
« Une charge très-commune et très-goûtée des boulevards de Paris représente un couple misérable, avec chapeaux défoncés, robes et pantalons en lambeaux, regards de mendiant, figures barbouillées de suie. Cette charge de la misère obtient chaque année le plus grand succès à Paris : les gamins, les curieux, suivent par colonnes serrées les misérables époux en les raillant et en les outrageant jusqu'à satiété. »

#### La Reine des blanchisseuses
Élue pour la Mi-Carême, la reine de toutes les blanchisseuses est un personnage typique de prestige.
Un journal parisien, Le  Rappel, dresse dans les années 1870 le portrait de Jeanne Sauterie, reine des blanchisseuses de 1830 à 1847 :
« Jeanne Sauterie, qui était admirablement jolie, était en 1830 âgée de dix-huit ans. Malgré les propositions de toutes sortes que lui firent ses admirateurs, elle resta sage et se maria.
Tous les ans, quand venait la fête des blanchisseuses, Jeanne Sauterie trônait en haut du char classique, vêtue en Diane chasseresse. Comme elle était extrêmement économe, le même costume lui a servi pendant ses dix-sept ans de royauté ! »

#### Blanchisseuses et garçons de lavoir
Autres personnages typiques, la blanchisseuse et le garçon de lavoir, qui, pour la fête des Blanchisseuses, ont « emprunté » les plus beaux vêtements de leurs clients. Un poème en témoigne, en 1882 :
« C'est la fête des Blanchisseuses

On va contempler les bras nus

D'un tas de petites noceuses

Figurant Minerve ou Vénus.
Sur les chars où toute la clique

Dès le matin se cramponna,

Nous entendrons cette musique

Qui fait rêver à Namouna,
Les dames plus ou moins bien mises,

Les messieurs plus ou moins exquis,

Auront emprunté les chemises

Des duchesses et des marquis. »

#### La Reine des reines
Avec l'apparition de la Reine des Reines en 1891 est créé un personnage typique officialisé, de prestige, portant un vêtement somptueux. Un journal parisien rapporte un incident survenu à son propos en 1914 :
Le manteau de la reine des reines
« La reine des reines reçoit, le jour de son sacre populaire, un manteau, emblème de sa royauté. Nous supposions que ce manteau devenait la propriété de la souveraine d'un jour. Une reine qui eut l'honneur de le porter le supposait aussi quand, judiciairement, on le lui réclama. Ce manteau ne pouvait lui appartenir qu'une année après son accession au trône éphémère et si, durant le cours de cette année, elle restait fille.
Clause singulière, sinon immorale, du moins contraire à l'ordre public. L'élue de la Mi-Carême, devenue épouse, a plaidé : elle a eu gain de cause. La justice lui a donné le droit de jeter sur sa robe d'épousée l'azur de son manteau de reine.
Les lois de la galanterie eussent suffi à trancher ce petit différent : mais les membres du comité des fêtes, trop pressés de recourir à la procédure, les avaient fâcheusement oubliées. »

## XXesiècle
- Les Garçons bouchers (seulement en 1998)[35] ;
- Les Pantruches (depuis 1998) ;
- Les Sacrés Zèbres (depuis 2006) ;
- Les Boliviens (2005, 2006 et 2008) ;
- Les Brésiliens (apparus en 2008) ;
- Fantômas (apparu en 2008).

## La Promenade des masques

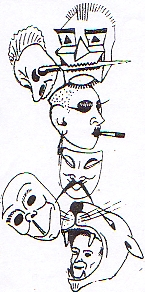
Mardi Gras 1927 à Paris :
En haut une figure à l'époque d'actualité : le bolchévik avec le couteau entre les dents.
Avec la moustache : le Chinois, à la mode depuis au moins trois siècles.

Description de la promenade de masques le Mardi Gras à Paris par Jean Loret (1655) :
| « Mardy, multitude de Masques, Qui ridicules, qui fantasques, Qui portans sur eux maint trézor, Qui brillans de perles et d'or, Qui vêtus de riche écarlate, Qui de canevas, qui de nate, Qui de cuirs, qui de velours raz, Qui d'habits blancs, qui d'habits gras; (Jusqu'au nombre de quatre mille) Etant sortis de la Ville, Les uns ressembloient à des Chinois, Des Margajats, des Albanois, Des Amazones, des Bergéres, Des Païzanes, des Harangéres, Des Clercs, des Sergens, des Baudets, Des Gorgones, des Farfadets, Des vieilles, des sainte-ny-touches, Des Jean-doucets, des Scaramouche, Des Gens à cheval, dos-à-dos, Des Scarabambombillardos, Et (ce qui cauzoit des extazes) Des carosses couverts de gazes, Après qui couroient les enfans, Et des chariots trionfans Tous remplis de tendres pucelles, Ou du moins, qui se dizoient telles. Pour voir tant de diversitez Qui brilloient de tous côtez, Les Bourgeois quittoient leurs négoces, Et plus de six mille carosses Tant de satin, que de velours, Ce jour mesme allèrent au Cours, Non pourtant, au Cours de la Roine, Mais en celui de Saint-Antoine. [...] | Durant tant de déguizemens, De jeux, de divertissemens, D'aubades et de sérénades, De Momons et de Mascarades, Qui couroient comme dains, Un de nos plus sages Mondains, Un des bons esprits que l'on sçache, Sçavoir est Monsieur de l'Esclache, Le Dimanche, Lundy et Mardy, Aussi vray qu'il est Samedy, Expliquoit avec éloquence Des matiéres de conséquence A des Gens-de-bien et d'honneur, Les Commandemens du Seigneur, Que les seuls pécheurs trouvent rudes, Le Pater, les Beatitudes, Dont discourant moralement Il tiroit maint docte argument Pour faire en ce noble exercice Triompher la vertu du vice. Quoiqu'il semble qu'avec raizon Chaque chose aye sa saizon, Et qu'assez rarement l'on voye Les Sermons mêlez à la joye, J'aprouve son saint procédé, Et je suis trés-persuadé En faveur de ce Personnage, Qu'il agissoit en homme sage, Au mesme temps que presque tous Sembloient agir en hommes fous. [...] Fait au mois de Février le treize Par moy nommé Jean, et non Blaize. » |

Note : l'orthographe d'époque a volontairement été conservée.

## Sources
- Jean Loret, La Muze Historique, Paris, 1650-1665, 3 vol. in-fol.
- Le Carnaval de Paris : planche gravée vers 1830, consultable notamment au Cabinet des estampes de la Bibliothèque nationale de France, côte : M 29-330 Pd202.
- Benjamin Gastineau, Le Carnaval ancien et moderne, Poulet-Malassis, Libraire-Éditeur, Paris, 1862 - Réédition de l'ouvrage sous le titre Histoire de la folie humaine : Le Carnaval ancien et moderne, Havard, Paris, 1855.